# Estação Ferroviária de Paço de Arcos
A Estação Ferroviária de Paço de Arcos é uma estação da Linha de Cascais da rede de comboios suburbanos de Lisboa, situada em Paço de Arcos, no concelho de Oeiras, em Portugal.

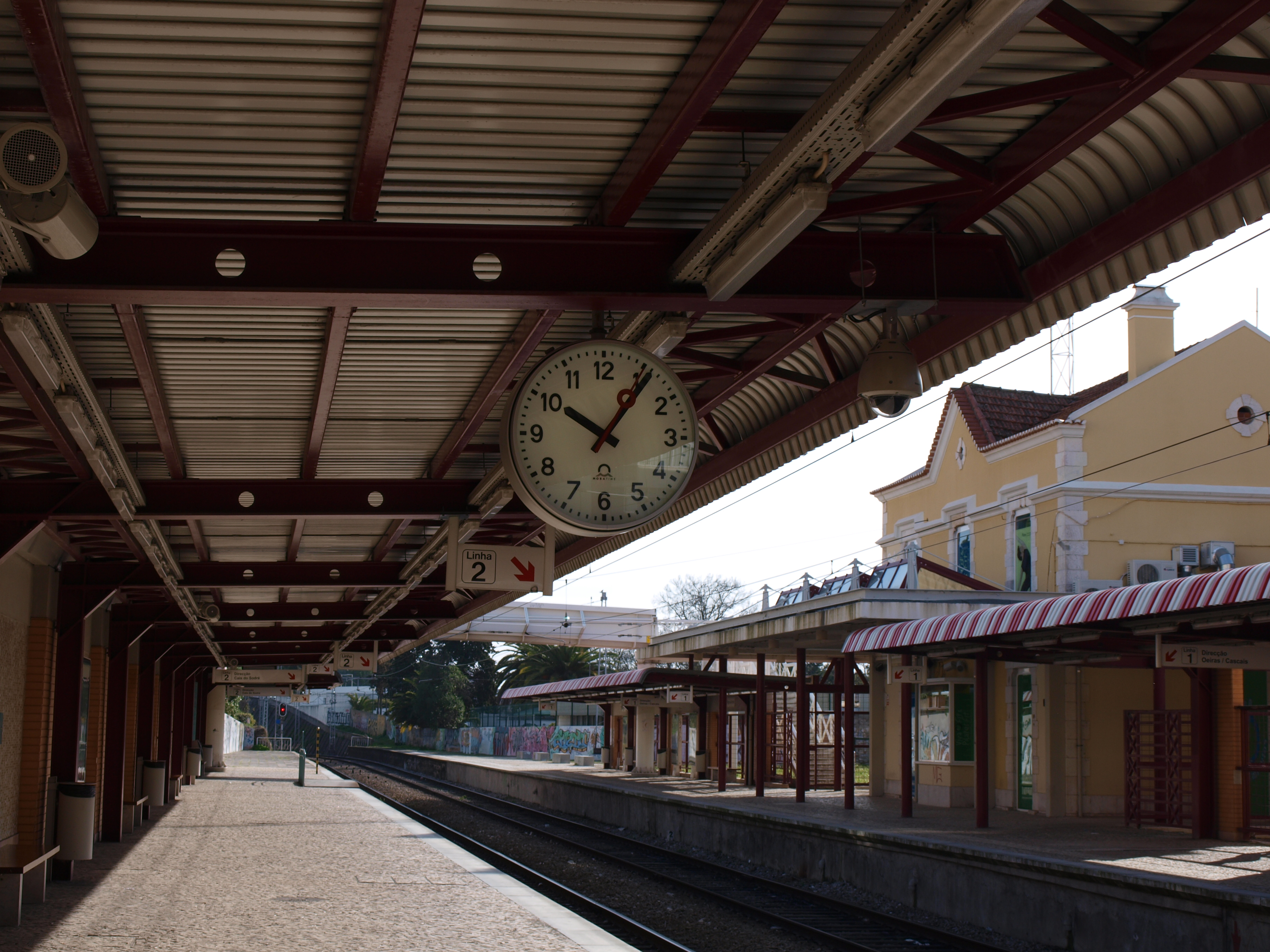
Relógio e plataformas: vista para nascente.

## Descrição

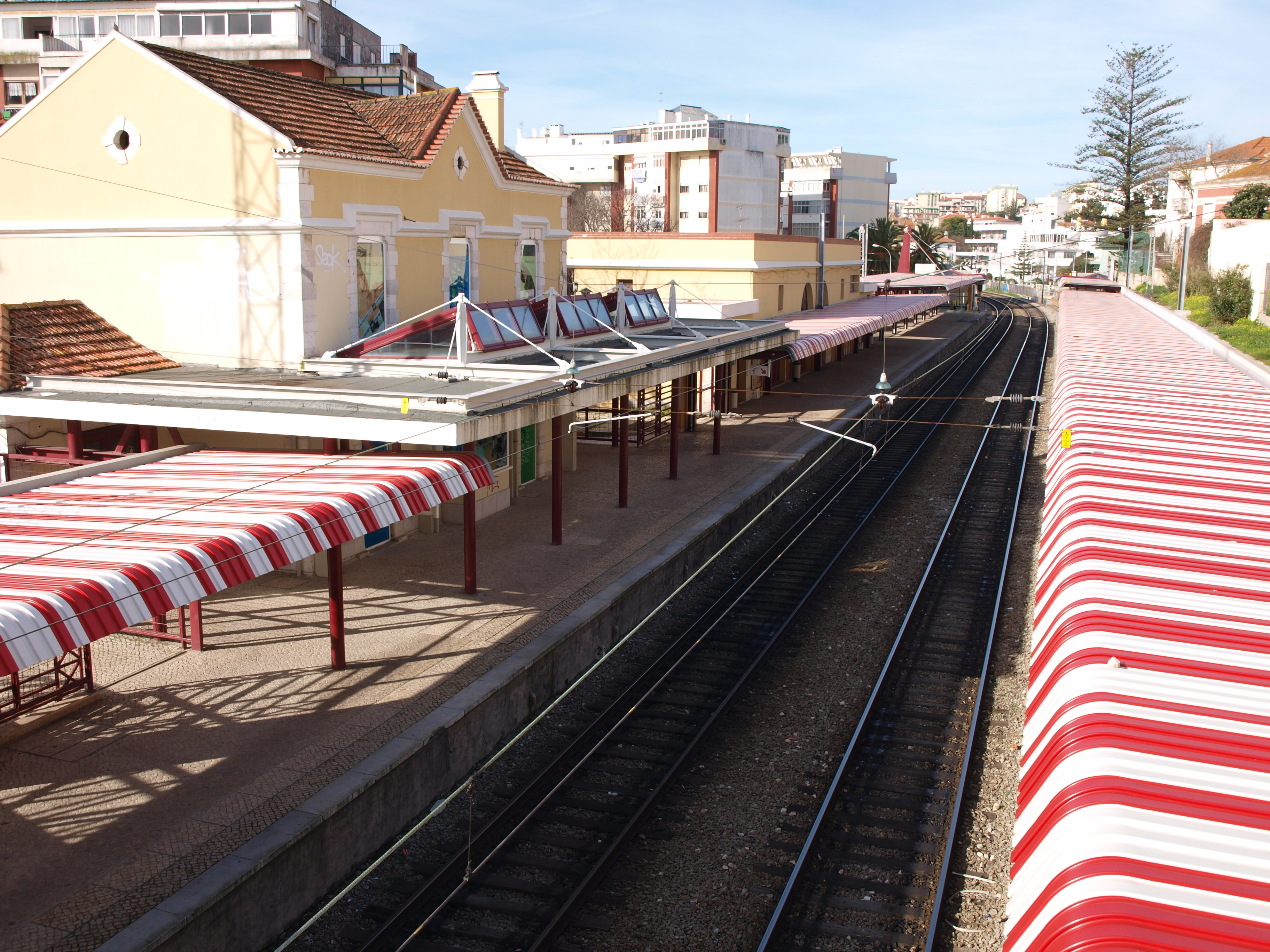
Vista geral da Estação de Paço de Arcos, em 2009.

### Localização e acessos
Esta interface tem acesso pelo Largo Leonor Faria Gomes, na localidade de Paço de Arcos.

### Infraestrutura
Como apeadeiro numa linha de via dupla, esta interface apresenta-se nas duas vias de circulação (I e II) cada uma acessível por plataforma — uma de 296 m de comprimento e a outra com 237 m, e ambas com 110 cm de altura. O edifício de passageiros situa-se do lado sul da via (lado esquerdo do sentido ascendente, para Cascais). Situa-se junto a esta estação a substação de tração de Paço de Arcos, de serviço simples e contratada à C.P., que contribui aqui para a eletrificação da Linha de Cascais. A estação dispõe de uma passagem pedonal sobre a linha ferroviária e de uma passagem subterrânea, que permitem aos utentes circular entre a zona de espera do sentido de Lisboa e a zona de espera do sentido de Cascais.[carece de fontes?] Tal como as demais estações da linha, dispõe de dois sistemas de vendas de bilhetes: atendimento humano e máquina automática.[carece de fontes?]

### Serviços
Em dados de 2023, esta interface é servida por comboios de passageiros da C.P. de tipo urbano no serviço “Linha de Cascais” tipicamente com 69 circulações diárias em cada sentido entre Cais do Sodré e Cascais ou Oeiras; passam sem paragem nesta interface 33 circulações do mesmo tipo, entre Cais do Sodré e Cascais.

## História
Em 1870, o engenheiro M. A. Thomé de Gamond propôs a construção de uma via férrea de Lisboa a Colares, que seguia a orla costeira até Cascais, servindo várias localidades pelo caminho, incluindo Paço de Arcos. Este projecto não chegou a avançar, pelo que a ideia de construir um caminho de ferro costeiro só foi retomada vários anos mais tarde, com a Linha de Cascais. Assim, o troço entre Pedrouços e Cascais, onde a estação de Paço de Arcos se encontra, entrou ao serviço pela Companhia Real dos Caminhos de Ferro Portugueses em 30 de Setembro de 1889.

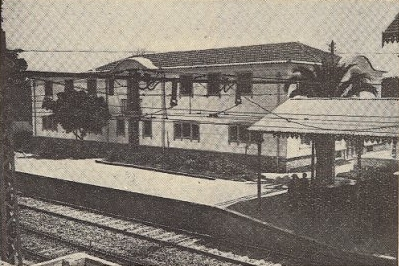
A central elétrica de Paço d’Arcos em 1941.

Desde o princípio, a estação de Paço de Arcos foi uma das mais movimentadas na Linha de Cascais.
Em 1933, a Sociedade Estoril realizou trabalhos de conservação no edifício desta estação.
Em 1988 esta interface tinha ainda a categoria de estação, tendo sido despromovida posteriormente, antes de 2011.
Na década de 1990, o Gabinete do Nó Ferroviário de Lisboa iniciou um programa de intervenções na Linha de Cascais, destinado a melhorar as suas condições de operação e de segurança; entre os projectos considerados prioritários, estava o Plano Integrado de Paço de Arcos, que visava a remodelação da estação. Em 2001, terminou a construção do novo edifício de passageiros desta estação, obra esta que estava integrada no Projecto Linha de Sintra, da Rede Ferroviária Nacional.

Entre 2004 e 2015 funcionou o sistema de transporte hectométrico SATUOeiras, a cuja estação Navegantes (terminal sul) a Estação de Paço d’Arcos se encontrava conectada para transbordo de passageiros, ainda que sem integração da bilhética.